# Kriechenwil
Kriechenwil (bis 1959 offiziell Dicki genannt) ist eine politische Gemeinde im Verwaltungskreis Bern-Mittelland des Kantons Bern in der Schweiz.
Neben der Einwohnergemeinde existiert unter diesem Namen auch eine Burgergemeinde.

## Geographie
Kriechenwil liegt im Schweizer Mittelland an der Saane. Die Gemeinde besteht aus den Orten Kriechenwil, Riesenau und Schönenbüel. Die Nachbargemeinden von Norden beginnend im Uhrzeigersinn sind Ferenbalm, die freiburgische Enklave Wallenbuch (Gemeinde Gurmels), Laupen, Bösingen, Kleinbösingen, Gurmels und Ulmiz.

## Politik
Bei den Nationalratswahlen 2023 betrugen die Wähleranteile in Kriechenwil (in Klammern die Veränderung im Vergleich zu den Wahlen 2019 in Prozentpunkten): SVP 50,55 % (+13,36), Mitte 14,25 % (−6,68), SP 10,29 % (−0,97), glp 8,12 % (+2,97), FDP 6,38 % (−3,26), EDU 3,73 % (+2,61), Grüne 3,55 % (−5,65), EVP 0,87 % (−0,84), Weitere 2,27 % (−1,55).

## Geschichte
Die erste urkundliche Erwähnung der Gemeinde, die bis 1959 offiziell Dicki hiess, erfolgte im Jahre 1353 unter der Bezeichnung Digki.
Im Jahre 1855 erfolgte die Aufteilung in Burgergemeinde und Einwohnergemeinde.
Früher befand sich der Galgen des Landgerichtes Zollikofen in Kriechenwil. Noch heute sind zwei Fundamente der Galgen im Wald zu sehen.

## Bilder

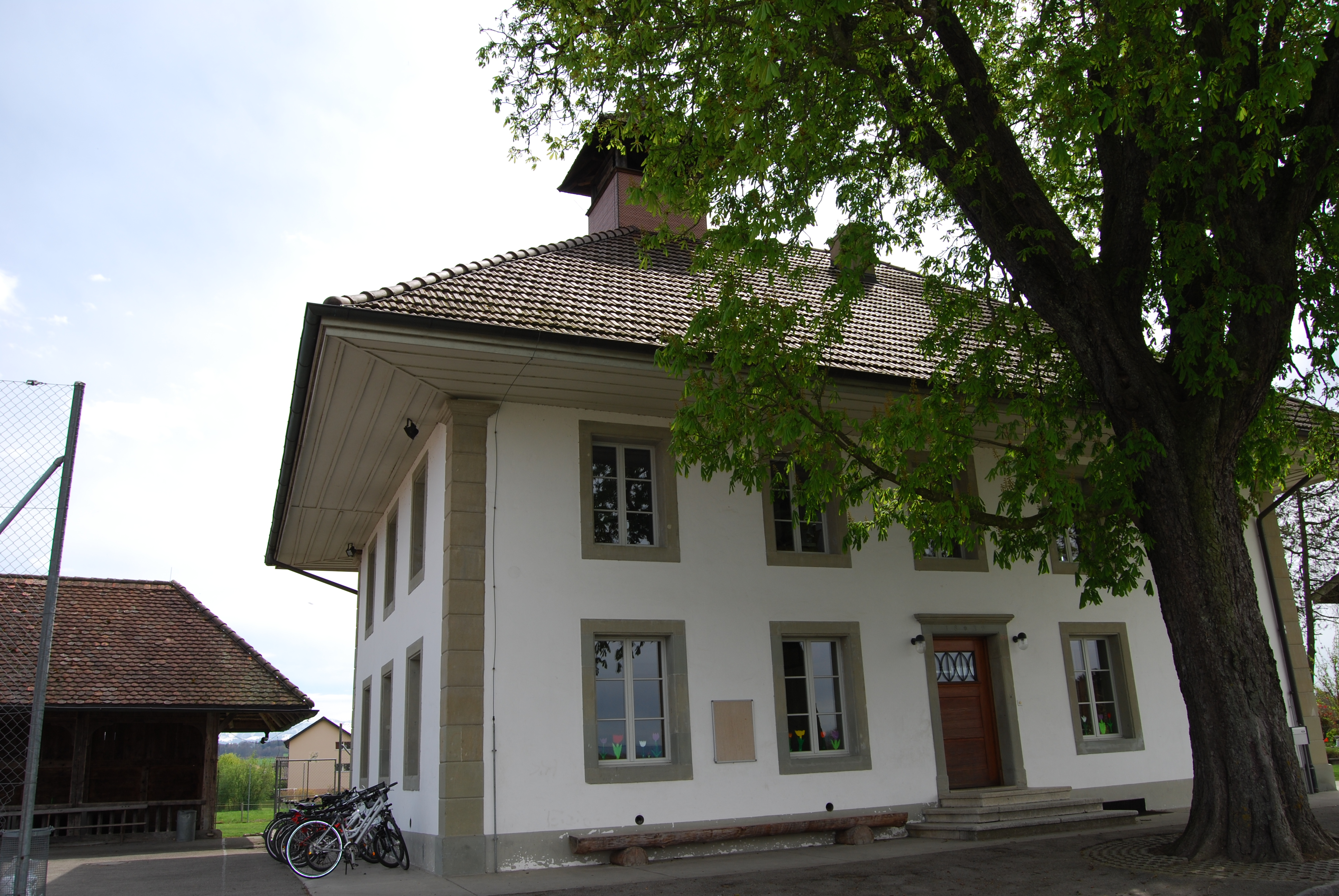
Schulhaus
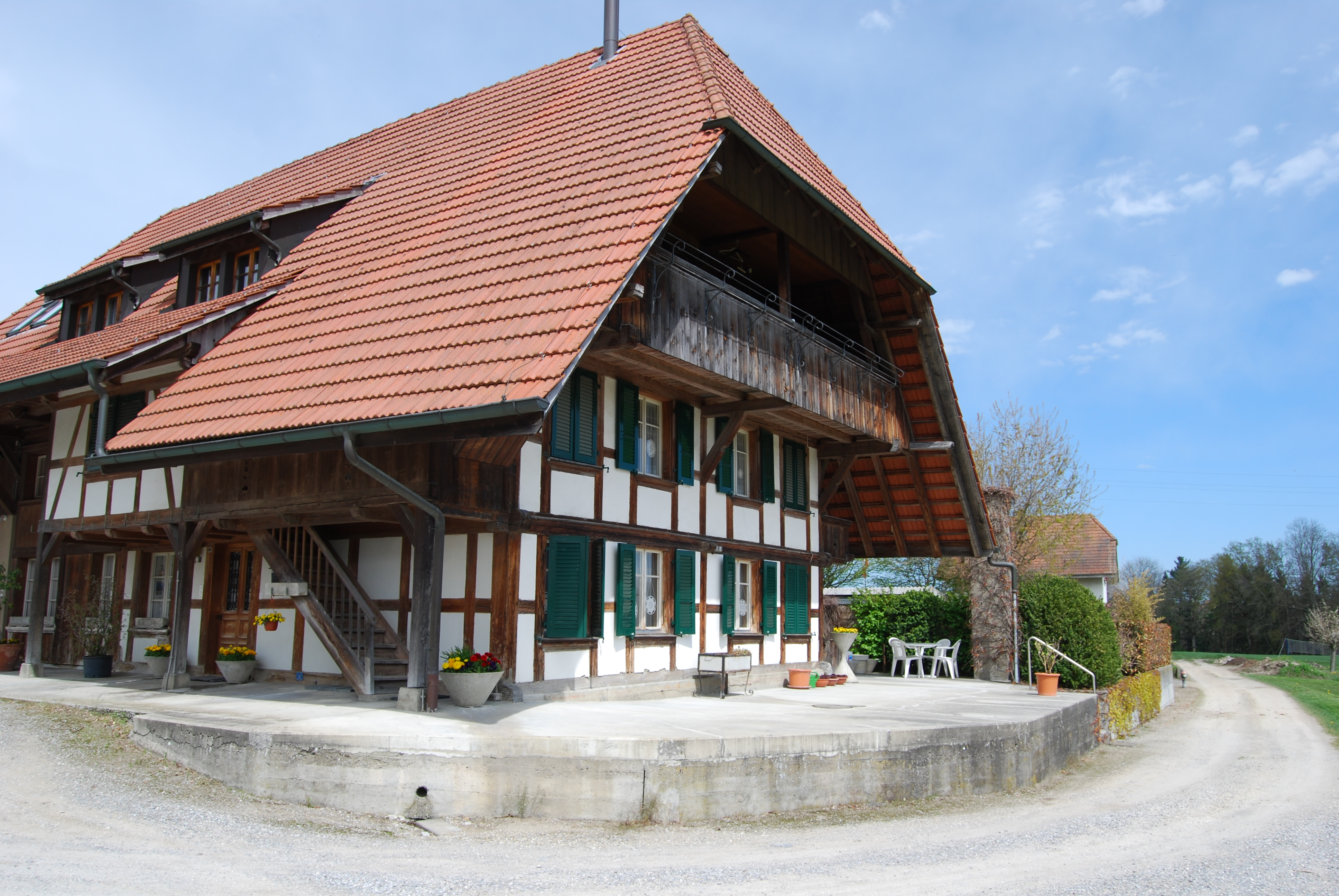
Fachwerkhaus in Kriechenwil